# Papyrus 53
Papyrus 53 (in de indeling volgens Gregory-Aland), of {\displaystyle {\mathfrak {P}}}53, Papyrus Oxyrhynchus 2157, is een oude kopie van het Griekse Nieuwe Testament. Het is een papyrus manuscript van Matteüs, en Handelingen, het bevat alleen Matteüs 26:29-40; Handelingen 9:33-10:1.

## datering
Op grond van het schrifttype wordt het manuscript gedateerd laat in de derde eeuw. De twee fragmenten zijn bij elkaar gevonden; ze waren onderdeel van een codex met de vier Evangeliën of in ieder geval Matteüs en Handelingen.

## Griekse tekst
De Griekse tekst vertegenwoordigt de (proto)-Alexandrijnse tekst. Aland beschrijft de tekst als normaal en plaatst het in categorie 1 van zijn Categorieën van manuscripten van het Nieuwe Testament.

## Geschiedenis
Het handschrift is gevonden te Oxyrhynchus, Egypte
Het wordt bewaard door de Universiteit van Michigan (Inv. 6652) in Ann Arbor.